# Phylloscypha boltonii
Phylloscypha boltonii (Quél.) Van Vooren & Hairaud – gatunek grzybów z rodziny kustrzebkowatych (Pezizaceae).

## Systematyka i nazewnictwo
Pozycja w klasyfikacji według Index Fungorum: Phylloscypha, Pezizaceae, Pezizales, Pezizomycetidae, Pezizomycetes, Pezizomycotina, Ascomycota, Fungi.
Po raz pierwszy opisał go w 1879 r. Lucien Quélet, nadając mu nazwę Peziza boltonii. Obecną nazwę nadali mu Nicolas Van Vooren i Michel Hairaud w 2020 r. Pozostałe synonimy:
- Aleuria boltoni (Quél.) Gillet 1886
- Aleuria boltonii (Quél.) Gillet 1886
- Galactinia boltonii (Quél.) Boud. 1899
- Peziza ampelina var. boltonii (Quél.) Quél. 1886[2].

## Zasięg występowania i siedlisko
Jedyne stanowisko w Polsce podał Giacomo Bresàdola w 1903 r., przytacza je M.A. Chmiel (jako Peziza boltonii). Wiadomo, że Bresadola opierał się na okazach grzybów wysyłanych mu przez Bogumira Eichlera, który zbierał je w okolicach Międzyrzeca Podlaskiego.
Naziemny grzyb saprotroficzny.